# フルカ・オーバーアルプ鉄道BChm2/2形気動車

BChm2/2形のSLM完成写真

フルカ・オーバーアルプ鉄道BChm2/2形気動車（フルカ・オーバーアルプてつどうBDhm2/2がたきどうしゃ）は、スイス南部の私鉄であったフルカ・オーバーアルプ鉄道（Furka-Oberalp-Bahn(FO)）で使用されていた山岳鉄道用ラック式2等/3等合造気動車である。

## 概要
2003年にブリーク-フィスプ-ツェルマット鉄道と統合してマッターホルン・ゴッタルド鉄道となったフルカ・オーバーアルプ鉄道 (FO)は、その前身であるブリーク-フルカ-ディセンティス鉄道により1915年6月1日にブリーク - オーバーヴァルト間が部分開業した後、順次その建設が進められていた。しかし、沿線に大きな集落も観光地もなかったためその経営は苦しく、1923年には同鉄道は破産、1925年8月4日にフルカ・オーバーアルプ鉄道が路線を引き継ぎ、1926年7月4日にブリーク - ディセンティス/ミュンスター間の全線が開業、接続するレーティッシュ鉄道との直通運転（クール - ブリーク間）を開始していた。こういった状況であったため、路線の両端で接続する同じ1000mm軌間のレーティッシュ鉄道およびフィスプ-ツェルマット鉄道がいずれもAC11000V 16 2/3Hzで1920-30年代までに電化がなされていたのに対して1940年代まで蒸気機関車による運行が続いていた。一方、1892年に発明されたディーゼルエンジンは欧州では1920年代頃から鉄道車両の搭載が始まり、スイスにおいても1912年製の世界初のディーゼル機関車にヴィンタートゥールのGebrüder Sulzer製の機関が搭載されるなどその開発に各メーカーが参加しており、その後スイス国内においてもスイス国鉄や一部私鉄においてディーゼルエンジンを搭載した電気式もしくは機械式の気動車が導入されていた。
こういった状況の中、フルカ・オーバーアルプ鉄道でも第二次世界大戦による石炭の価格高騰の影響や、短編成の列車でも3-4名の要員が必要となる蒸気機関車牽引の列車では運行コストが嵩むため、主に輸送量の低下する冬季における短編成の区間列車の運行用として気動車を導入することとなった。この気動車が本項で記述するBCmh2/2形の21および22号機として1927年に製造された機体であり、全長11m級の2軸車であったため小型化の容易なガソリンエンジンを搭載したほか、世界で2例目、スイス国内向けとしては初の内燃式のラック式車両であったことが特徴となっている。BChm2/2形はその後1934年に2等室を荷物室に改造してCFhm2/2形となり、1940-42年の全線電化後は事業用として運行されたほか、1947年には22号機がレーティッシュ鉄道に譲渡されてCFm2/2形の150号機として事業用として運行されている。本形式は機関、機械部分、台車をSLM、車体をSIG、補機類をScintillaがそれぞれ製造を担当しており、機関出力110kWで遠隔制御式4段変速機を装備する機械式気動車となっており、最大勾配90パーミルでは単行で14km/hで走行可能であるほか、2軸客車もしくは貨車1両を牽引して8.5km/hで走行可能な性能を持つ。なお、それぞれの機番とSLM製番、製造年、製造所は下記のとおりである。
- 21 - 3206 - 1927年 - SLM/SIG/Scintilla
- 22 - 3207 - 1927年 - SLM/SIG/Scintilla

## 仕様

### 車体
- 機体は機関、駆動装置、輪軸、連結器までを搭載した2軸単台車に車体を載せた構造となっており、車体は1930年代までスイスのでは標準的であった、鋼材組立式の台枠上に木製の車体骨組を組み、外板を鋼板を木ねじ止めとした木鉄合造車体である。この車体構造は軽量化を目的としたもので、特に狭軌鉄道においては1933年のアッペンツェル鉄道BCe4/4 31-34形[11]以降に鋼製台枠、鋼製骨組を使用した軽量構造の半鋼製車体で製造されるまでほぼ一貫して採用されていた方式である。台枠は型鋼による側梁、端梁と縦梁、横梁で構成され、車体前後デッキおよび運転室部分が客室より一段下がった当時の低床式路面電車と同様の構造のもので、駆動力、牽引力は車体を介さず、2軸単台車を介して伝達される。
- 車体は両運転台式で、カーブでのオーバーハング対策として車体両端の運転室とデッキ部分の側面が左右内側に絞り込まれた形状であり、窓下および窓枠、車体裾部に型帯が入るほか、窓類は下部左右隅部R無、上部左右隅部がR付きの形態となっている。車体内は前位側から運転台とトイレ、郵便仕分棚、折畳席を併設した長さ2690mmの乗降デッキ、4170mmの3等室、1440mmの2等[12]室、1600mmで運転台および郵便仕分棚を併設した乗降デッキの配列となっている。
- 正面は平面の切妻形態で、正面向かって中央右寄りの貫通扉の左側に庇付の運転室窓があり、正面下部左右と貫通扉上部に丸形前照灯が配置されている。また、連結器は単台車枠取付のピン・リンク式連結器で、真空ブレーキ用の連結ホースを併設しており、それらの下部に小型のスノープラウが設置されている。
- 側面は窓扉配置D131D（乗降扉-デッキ室-3等室扉-2等室窓-乗降扉、デッキ窓の反対サイドはトイレ窓）、各窓は下落し式、乗降扉は手動の外開き戸で2段の外付ステップ付となっている。また、屋根上は3等室上部に3基、2等室上部に1基のトーペード式ベンチレーターと水タンクが設置されている。
- 乗降デッキ内に設けられた運転台は立って運転する形態の右側運転台式で、円形ハンドル式のシフトレバーと前後レバー式のスロットルレバー、逆転レバー、計器類が設置されている。なお、1920年代頃までのスイスの電車ではマスターコントローラーとブレーキハンドルが運転室の左右に離れて設置される形態が主流であったが、本形式では真空ブレーキ、手ブレーキのハンドルも運転台に設置されている。
- 座席は2等室、3等室とも2+2列の4人掛けの固定式クロスシートで、2等室に1ボックスと3等室は3ボックスの配置となっている。1等室のものはヘッドレスト付きでモケット貼り、2等室のものはヘッドレストの無い木製ニス塗りのベンチシートとなっている。そのほか天井は白、側および妻壁面は木製ニス塗り、荷棚は座席上枕木方向に設置されているほか、室内灯は各ボックスごとに40Wの白熱電球を使用した電灯を天井に1基ずつ装備している。
- 車体塗装、表記類は当時のフルカ・オーバーアルプ鉄道の客車と同一のもので、車体は濃赤一色として、側面下部中央には上段に"FURKA - OBERALP - BAHN"、下段に"F. O. BCm 21"（もしくは"- 22"）の表記が、各客室窓下部に客室等級のローマ数字の文字が入り、各室客室等級表記の下部に定員の表記が、車体正面の正面貫通扉下部に機番が入れられている。また、車体台枠、床下機器と台車は黒、屋根および屋根上機器はグレーである。

### 走行機器
- 本機は主機としてSLM製のガソリンエンジンを1基搭載し、同じくSLM製の電磁油圧制御式4段変速の機械式変速機によって前後の2軸の粘着動輪と前位側動軸に併設されたラック区間用のピニオンを駆動するもので、変速機、逆転機とも運転台からの電気指令による遠隔制御としている。
- 駆動輪とピニオン、機関、変速機、逆転器、補機などの駆動装着は2軸単台車に、蓄電池と充電装置、燃料タンクが車体側面床下に配置される構造となっており、前後動軸間の後位側に機関を搭載し、そこから推進軸を経由して同じく動軸間の前位側に搭載された変速機に入力され、変速機出力は再度推進軸を経由して動軸間中央に設置された逆転機に入力されて前後の動軸に配分されてスポーク式で直径795mmの動輪を駆動するほか、前位側の動軸の歯車箱で再度配分されて有効径688mmのラック区間用ピニオンを駆動している。補機類は機関の反出力側の動軸を乗り越した車体端の台車下部にシャフト駆動のラジエーターが設置されているほか、発電機などが搭載されている。
- 機関は水平対向8気筒でボア×ストロークが140×170mmのガソリンエンジンであり、定格出力は110kW (1200rpm) となっている。また、変速機は欧州では1930-50年代頃に多用されていた、常時噛合せ式の歯車を電磁制御式のクラッチで切換える方式のもので、本機のものは油圧式クラッチであった。本機の変速機は平行に配置された入力軸と出力軸を持ち、この間に配置された歯車を運転台からの電気指令で動作する電磁弁とクラッチによって切り換えている。また、逆転機は同じく運転台からの指令によって切り換えるものとなっている。なお各変速段における減速比と最大速度、最大牽引力は以下の通りである。
  - 1速：1:15.0、8.5km/h、37kN
  - 2速：1:9.0、14.0km/h、23kN
  - 3速：1:5.1、26.0km/h、13kN
  - 4速：1:3.0、43.0km/h、8kN
- 台車は形鋼、鋼板をリベット組立した固定軸距4600mmの2軸単台車で、車体乗降扉近辺の4箇所で車体台枠に装荷されている。軸ばねは重ね板ばねとコイルばねの組合せ式で、重ね板ばねの両端とコイルばねの上端は車体台枠でそれぞれ支持されているほか、軸箱支持方式はペデスタル式、各軸には砂撒き装置と砂箱が設置されている。
- ブレーキ装置として真空ブレーキと手ブレーキ、機関ブレーキを装備する。基礎ブレーキ装置は前位側台車端部に設置されたブレーキシリンダによって各軸に両抱き式に設置された踏面ブレーキとピニオンに併設されたブレーキドラムに作用するバンドブレーキを装備している。手ブレーキ装置は基礎ブレーキのディスクブレーキに作用するものとなっており、各運転台にそれぞれ2組ずつのブレーキハンドルが設置されている。

### 改造（CFhm2/2形）
- 本形式は1934年に2等室を荷物室に改造して形式名をCFhm2/2形とする改造を実施している。この改造では2等室の座席を撤去して荷物室とし、同時に前位側デッキの折畳席を撤去し、仕切り壁を設置してトイレ部分を仕切るとともにその反対側に洗面台を設置している。
- 新たに設置された荷物室は両側面に観音開き式の荷物扉を設置しており、面積は2.6m2、荷重は1tであった。また、車体塗装は改造前と同様であったが、側面下部の形式名が変更となったほか、客室等級の表記がローマ数字からアラビア数字に変更となっている。

### 主要諸元
- 軌間：1000mm
- 動力方式：ガソリンエンジン＋機械式変速機
- 最大寸法：全長11076mm、全幅2660mm、全高3800mm
- 軸配置：Bz
- 軸距：4600mm
- 動輪径：795mm
- ピニオン径：668mm
- 自重：17.1t[13]
- 定員/荷重：
  - 製造時：8名（2等座席）、24名（3等）、2名（折畳席）
  - CFhm2/2形：24名（3等）、1t（荷物室）
- 走行装置
  - 主機：SLM製水冷水平対向8気筒ガソリンエンジン×2基（定格出力：110.0kW（於1200rpm）、ボア×ストローク：140×170mm）
  - 変速機：電磁油圧制御式4段変速機
- 最大牽引力：37kN
- 最高速度：
  - 粘着区間：45km/h
  - ラック区間：20km/h
- ブレーキ装置：真空ブレーキ、機関ブレーキ、手ブレーキ

## 運行・廃車
- マッターホルン・ゴッタルド鉄道の旧フルカ・オーバーアルプ鉄道区間でローカル列車として使用されていた。
- フルカ・オーバーアルプ鉄道の本線は全長96.9km、最急勾配90パーミル（旧フルカ峠区間[14]は110パーミル）で、レーティッシュ鉄道のディセンティスとスイス国鉄、旧BVZのフィスプを結ぶ路線である。
- 支線のシェレネン線は全長3.7km、最急勾配179パーミルで、本線のアンデルマットとスイス国鉄のゲシェネンを結ぶ路線である。
- 本形式は需要の少ない冬季[15]におけるブリーク - オーバーヴァルト間およびディゼンティス/ミュンスター - セドルン間の輸送を想定したものであり、製造後もローカル輸送で使用されていた。なお、実際の運行では客車/貨車の牽引時のクラッチ滑りが問題となり、ディゼンティス/ミュンスター - セドルン間の運行ではクラッチ滑り防止のため、客車/貨車を牽引した際にはこの区間内の8km、90パーミルのラック区間では1段で、粘着区間では2段で走行していた。このため単行では15分であった所要時間が客車/貨車を牽引した際には45分となっており、経済性を損なうものとなっていた。
- 1941-42年のフルカ・オーバーアルプ鉄道の電化後は同様にそれまで運行されていたラック式の蒸気機関車であるHG3/4形3-5および10号機とともに事業用として残り、主にブリークやフィスプ-ツェルマット鉄道のフィスプ構内の入換用として使用されていた。その後CFhm2/2 21号機は1947年にレーティッシュ鉄道へ売却されたが22号機はその後も残り、1958年に事業用貨車に形式変更されX 4969号車となり、1965年には廃車となっている。
- その後旧CFhm2/2 22号機はルツェルンの交通博物館に保存されることとなり、一旦は車体のみ保存され、台車はスイス国鉄ブリューニック線のアルプナッハシュタットに保管されていた。その後1973年に同線のマイリンゲン工場で復元され、翌年から博物館で展示されていた。さらにその後1996年にはCFhm2/2 22号機はフルカ・オーバーアルプ鉄道の旧フルカ峠区間を保存鉄道としたフルカ山岳蒸気鉄道[16]へ譲渡され、動態保存を目指して復元が計画されている。

## レーティッシュ鉄道CFm2/2 150形
- フルカ・オーバーアルプ鉄道で廃車となったCFhm2/2 22号機は1947年3月12日に86,000スイス・フランで売却され、ラック式の駆動装置を使用しないため形式名CFhmからCFmに変更となり、CFm2/2 22号機となった。その後ラントクアルト工場でラック式の駆動装置を撤去する改造を行い、1951年3月22日よりCFm2/2 150号機として運用に入っている。なお、駆動装置改造後の自重は16.7tであった。車体塗装は当初フルカ・オーバーアルプ鉄道時と同じ赤色ベースのものであったが、後にレーティッシュ鉄道標準の濃緑色に変更されているが標記類は大きくは変更されていない。なお、本機は事業用であったが形式名は営業用の"CFm"のままであり、車体側面窓下の客室等級表記も残されたままであった。
- 改造後は事業用として運行されていたが、その後1955年に廃車となったとする文献もあるが現車は1956年の称号改正[17]によりBFm2/2 150号機となっており、最終的には1959-60年に解体されている。なお、1951年の冬季には雪崩によって被害を受けたダヴォス - フィリズール間の仮復旧時に旅客列車として運行されている。